# Torre de telecomunicacions de Catarroja
La torre de telecomunicacions de Catarroja és una torre de telecomunicacions de 112 metres d'alçada que es pot observar des de molts llocs de l'Horta Sud. Instal·lada a la partida de Sant Joaquim de Catarroja, vora el corredor comarcal CV-33, fou projectada en l'any 1990. La torre és propietat de Telefónica Espanya.
La torre és de formigó vist, amb deu plataformes circulars, una cada 5 metres, a partir dels 35 metres d'altura, destinades a albergar les antenes parabòliques necessàries per al servei. En la setena plataforma es disposa una gran sala circular envidriada, la funció de la qual era albergar equips i una sala de control. Aquesta torre es va construir com a suport per a les comunicacions per satèl·lit, però durant aquest procés, la tecnologia i les necessitats d'aquestes comunicacions van canviar i el centre va nàixer sense un ús específic. En l'actualitat, s'utilitza com a estació base de telefonia mòbil i comunicació mitjançant enllaç de ràdio i forma part de l'skyline de la comarca de l'Horta Sud.
Al costat de la torre es va projectar durant els anys de la bambolla immobiliaria un PAI que pretenia construir 13.000 nous habitatges.
A Girona hi ha una torre de les mateixes característiques.